# Ernestina di Sayn-Wittgenstein-Hachenburg
Ernestina Salentina di Sayn-Wittgenstein-Hachenburg (23 aprile 1626 – 13 ottobre 1661) fu una nobildonna tedesca, contessa sovrana di Sayn-Wittgenstein-Hachenburg dal 1648 al 1661 e contessa consorte di Manderscheid-Blankenheim per matrimonio con il conte Salentino Ernesto.

## Biografia
Nata ad Hachenburg, era la figlia maggiore di Ernesto, conte di Sayn-Wittgenstein-Sayn, e della contessa Luisa Giuliana di Erbach. Nel suo testamento, il padre di Ernestina lasciò i propri domini all'unico figlio maschio, Luigi, sotto la reggenza della madre Luisa Giuliana durante la minore età. Nel caso egli fosse morto prematuramente, la contea sarebbe invece stata ereditata dalle figli femmine, Ernestina e Giovannetta.

## Successione
Alla morte del giovane conte Luigi, avvenuta il 16 luglio 1636, la linea maschile di Sayn-Wittgenstein-Sayn si estinse. Ne derivò una violenta disputa successoria tra la contessa vedova e i tre fratellastri del marito, figli del conte Guglielmo III e della seconda moglie Anna Ottilia di Nassau-Weilburg, che reclamavano per sé stessi l'intera contea. Dopo due mesi, uno di essi, il conte Luigi Alberto di Sayn-Wittgenstein-Neumagen, riuscì infine a costringere Luisa Giuliana a cedere la contea a lui e ai fratelli.
Nel frattempo il conte Cristiano, il minore degli zii di Ernestina, pose assedio ad Altenkirchen, mentre l'Elettorato di Magonza tentò di conquistare Hachenburg, che infine dovette arrendersi avendo finito le scorte di cibo. Senza alcuna opzione rimasta, Luisa Giuliana e le figlie fuggirono a Freusburg; quando l'Elettorato di Treviri si preparò all'assedio di Freusburg, le donne si rifugiarono a Friedewald, dove infine trovarono la sicurezza.

## Governo
La contessa vedova Luisa Giuliana citò in giudizio i propri cognati di fronte al Reichskammergericht e all'imperatore; inviò inoltre i propri consiglieri a Münster e Osnabrück, dove era stata siglata, nel 1648, la Pace di Vestfalia. I diritti di Ernestina e Giovannetta vennero infine riconosciuti e, grazie anche al supporto della Svezia, la contea tornò nelle loro mani.
Nel 1652 Luisa Giuliana di Erbach cedette il governo della contea alle figlie, che la divisero in due parti: Ernestina ricevette il Sayn-Wittgenstein-Sayn-Hachenburg mentre Giovannetta ottenne il Sayn-Wittgenstein-Sayn-Altenkirchen.

## Eredità
Alla morte di Ernestina, nel 1661, la contea di Sayn-Wittgenstein-Hachenburg venne ereditata dal figlio Massimiliano Giuseppe e, alla morte di questo, nel 1675, passò alla sorella Maddalena Cristina, che, attraverso il suo matrimonio, portò i suoi possedimenti al Burgraviato di Kirchberg. Per via matrimoniale, nel 1799 la contea passò ai Conti di Nassau-Weilburg e, infine, nel 1803, ai Conti di Sayn-Wittgenstein-Berleburg. Per via femminile il titolo è ora detenuto dai Granduchi di Lussemburgo.

## Matrimonio e discendenza
Il 21 ottobre 1651, a Hachenburg, Ernestina sposò il conte Salentino Ernesto di Mandersheid-Blankenheim (6 agosto 1630 - 18 febbraio 1705), dal quale ebbe sette figli:
- Anna Luisa (1654 - 1692), il 24 ottobre 1675 sposò Maurizio Enrico, principe di Nassau-Hadamar;
- Massimiliano Giuseppe Ferdinando (1655 - 1675);
- Anna Salomè (1656 - 1739);
- Francesca Eleonora Clara (1657 - 1714);
- Maddalena Cristina (1658 - 1715), sposò Giorgio Luigi, burgravio di Kirchberg;
- Salomè Sofia Ursula (1659 - 1678), sposò Luigi Federico, conte di Wied in Runkeld;
- Giuliana Margherita (1660 - 1674).

## Ascendenza
|                                             |                             |                                     | Genitori                                         |  |  | Nonni |  |  | Bisnonni                          |  |  | Trisnonni                          |  |
|                                             |                             |                                     |                                                  |  |  |       |  |  | 8. Ludwig I von Sayn-Wittgenstein |  |  | 16. Wilhelm I zu Sayn-Wittgenstein |  |
|                                             |                             |                                     |                                                  |  |  |       |  |  | 8. Ludwig I von Sayn-Wittgenstein |  |  | 16. Wilhelm I zu Sayn-Wittgenstein |  |
|                                             |                             | 17. Johannette von Isenburg-Grenzau |                                                  |  |  |       |  |  | 8. Ludwig I von Sayn-Wittgenstein |  |  |                                    |  |
| 4. Wilhelm II zu Sayn-Wittgenstein          |                             |                                     |                                                  |  |  |       |  |  | 8. Ludwig I von Sayn-Wittgenstein |  |  |                                    |  |
|                                             |                             | 9. Elisabeth zu Solms-Laubach       | 18. Friedrich Magnus I zu Solms-Laubach          |  |  |       |  |  |                                   |  |  |                                    |  |
|                                             |                             | 9. Elisabeth zu Solms-Laubach       | 18. Friedrich Magnus I zu Solms-Laubach          |  |  |       |  |  |                                   |  |  |                                    |  |
|                                             |                             | 9. Elisabeth zu Solms-Laubach       | 19. Agnes zu Wied                                |  |  |       |  |  |                                   |  |  |                                    |  |
| 2. Ernst zu Sayn-Wittgenstein               |                             | 9. Elisabeth zu Solms-Laubach       |                                                  |  |  |       |  |  |                                   |  |  |                                    |  |
|                                             |                             | 10. Hermann zu Sayn                 | 20. Johann IX von Sayn                           |  |  |       |  |  |                                   |  |  |                                    |  |
|                                             |                             | 10. Hermann zu Sayn                 | 20. Johann IX von Sayn                           |  |  |       |  |  |                                   |  |  |                                    |  |
|                                             |                             | 10. Hermann zu Sayn                 | 21. Elisabeth von Holstein-Schauenburg-Pinneburg |  |  |       |  |  |                                   |  |  |                                    |  |
| 5. Anne Elisabeth zu Sayn                   |                             | 10. Hermann zu Sayn                 |                                                  |  |  |       |  |  |                                   |  |  |                                    |  |
|                                             |                             | 11. Elisabeth von Erbach            | 22. Eberhard XII Graf zu Erbach (= 12)           |  |  |       |  |  |                                   |  |  |                                    |  |
|                                             |                             | 11. Elisabeth von Erbach            | 22. Eberhard XII Graf zu Erbach (= 12)           |  |  |       |  |  |                                   |  |  |                                    |  |
|                                             |                             | 11. Elisabeth von Erbach            | 23. Margareta zu Salm-Dhaun (= 13)               |  |  |       |  |  |                                   |  |  |                                    |  |
| 1. Ernestine Salentine zu Sayn-Wittgenstein |                             | 11. Elisabeth von Erbach            |                                                  |  |  |       |  |  |                                   |  |  |                                    |  |
|                                             | 12. Eberhard XII von Erbach | 24. Eberhard XI von Erbach          |                                                  |  |  |       |  |  |                                   |  |  |                                    |  |
|                                             | 12. Eberhard XII von Erbach | 24. Eberhard XI von Erbach          |                                                  |  |  |       |  |  |                                   |  |  |                                    |  |
|                                             | 12. Eberhard XII von Erbach | 25. Maria zu Wertheim               |                                                  |  |  |       |  |  |                                   |  |  |                                    |  |
| 6. Georg III von Erbach                     | 12. Eberhard XII von Erbach |                                     |                                                  |  |  |       |  |  |                                   |  |  |                                    |  |
|                                             |                             | 13. Margareta zu Salm-Dhaun         | 26. Philipp zu Salm-Dhaun                        |  |  |       |  |  |                                   |  |  |                                    |  |
|                                             |                             | 13. Margareta zu Salm-Dhaun         | 26. Philipp zu Salm-Dhaun                        |  |  |       |  |  |                                   |  |  |                                    |  |
|                                             |                             | 13. Margareta zu Salm-Dhaun         | 27. Antoinette de Neufchâtel                     |  |  |       |  |  |                                   |  |  |                                    |  |
| 3. Louise Juliane von Erbach                |                             | 13. Margareta zu Salm-Dhaun         |                                                  |  |  |       |  |  |                                   |  |  |                                    |  |
|                                             |                             | 14. Albrecht X von Barby-Mühlingen  | 28. Wolfgang I von Barby-Mühlingen               |  |  |       |  |  |                                   |  |  |                                    |  |
|                                             |                             | 14. Albrecht X von Barby-Mühlingen  | 28. Wolfgang I von Barby-Mühlingen               |  |  |       |  |  |                                   |  |  |                                    |  |
|                                             |                             | 14. Albrecht X von Barby-Mühlingen  | 29. Agnes von Mansfeld                           |  |  |       |  |  |                                   |  |  |                                    |  |
| 7. Maria von Barby-Mühlingen                |                             | 14. Albrecht X von Barby-Mühlingen  |                                                  |  |  |       |  |  |                                   |  |  |                                    |  |
|                                             |                             | 15. Maria von Anhalt-Zerbst         | 30. Johann IV von Anhalt-Zerbst                  |  |  |       |  |  |                                   |  |  |                                    |  |
|                                             |                             | 15. Maria von Anhalt-Zerbst         | 30. Johann IV von Anhalt-Zerbst                  |  |  |       |  |  |                                   |  |  |                                    |  |
|                                             |                             | 15. Maria von Anhalt-Zerbst         | 31. Margareta von Brandenburg                    |  |  |       |  |  |                                   |  |  |                                    |  |
|                                             |                             | 15. Maria von Anhalt-Zerbst         |                                                  |  |  |       |  |  |                                   |  |  |                                    |  |